# Opt-out (marketing)
 (novembre 2018).
Pour les articles homonymes, voir Opt-out.
L'Opt-out ou « option de retrait » est un terme marketing qualifiant le fait de retirer une adresse électronique d'une liste d'envoi. On parle également de « permission marketing ».
Il existe deux types d'opt-out, actif et passif. L'opt-out actif désigne le fait de devoir agir volontairement (case à cocher, bouton à cliquer...) pour ne pas faire partie d'une liste de diffusion durant l'inscription à un service quelconque. L'opt-out passif désigne en revanche, le fait de devoir se désinscrire après avoir été inscrit d'office sur une liste lors de l'inscription.

## Législation

### France
Chaque personne a un droit d'accès à ses données personnelles, un droit de rectification, d'opposition, de suppression et d'oubli.
La loi Informatique et Libertés encadre l'usage du marketing direct. La loi du 6 janvier 1978, mise à jour le 6 août 2004, renforce la protection des données personnelles. La CNIL émet des recommandations sur l'usage de ce type de données.
L'article L34-5 du code des postes et des communications électroniques dispose dans ses deux premiers alinéas que :

« Est interdite la prospection directe au moyen d'un automate d'appel, d'un télécopieur ou d'un courrier électronique utilisant, sous quelque forme que ce soit, les coordonnées d'une personne physique qui n'a pas exprimé son consentement préalable à recevoir des prospections directes par ce moyen. Pour l'application du présent article, on entend par consentement toute manifestation de volonté libre, spécifique et informée par laquelle une personne accepte que des données à caractère personnel la concernant soient utilisées à fin de prospection directe. »

Il en ressort non seulement que l'opt-out est interdit en France mais que seul l'opt-in actif est légal dans le cadre d'e-mailing à destination de personnes physiques (particulier).
L'opt-out est autorisé en France s'il s'agit d'e-mailing concernant des activités commerciales entre entreprises (BtoB).

### Canada
Le Conseil de la radiodiffusion et des télécommunications canadiennes (CRTC) applique depuis le 15 décembre 2010 la Loi canadienne anti-pourriel. La dernière version à jour date du 24 octobre 2018.

La Loi canadienne anti-pourriel stipule : 

« 6 (1) Il est interdit d’envoyer à une adresse électronique un message électronique commercial, de l’y faire envoyer ou de permettre qu’il y soit envoyé, sauf si :
    a) la personne à qui le message est envoyé a consenti expressément ou tacitement à le recevoir;
    b) le message est conforme au paragraphe (2).
(2) Le message doit respecter les exigences réglementaires quant à sa forme et comporter, à la fois :
    a) les renseignements réglementaires permettant d’identifier la personne qui l’a envoyé ainsi que, le cas échéant, celle au nom de qui il a été envoyé;
    b) les renseignements permettant à la personne qui l’a reçu de communiquer facilement avec l’une ou l’autre des personnes visées à l’alinéa a);
    c) la description d’un mécanisme d’exclusion conforme au paragraphe 11(1). »

En plus d'un bouton opt-out, la Loi canadienne anti-pourriel demande donc également un bouton opt-in et une identification claire du destinateur, en plus de stipuler clairement que la collecte des données doit être faite de façon que le destinataire d'un potentiel courriel ait accepté de façon positive que ses données soient collectées à des fins commerciales et de publicité, même lorsque la collecte est faite par l'intermédiaire d'un tiers et non par l'auteur desdits courriels directement. Dans son guide destiné aux entreprises, la CRTC indique que l'entreprise est tenue responsable des envois résultant de collectes effectuées par un tiers.